# Дом купца Ш. З. Иофа
Дом купца Ш. З. Иофа — памятник архитектуры. Расположен в Центральном районе Санкт-Петербурга, современный адрес дома — Загородный проспект, 11 / улица Рубинштейна, 40.
Дом построен А. Л. Лишневским в 1913—1914 годах на месте здания, построенного в 1822 году и перестроенного в 1873 и 1906 годах (согласно другим данным, изначальное здание было построено в 1822 году и до 1913 года не перестраивалось). Структуру фасадов создают парные эркеры и высокие фронтоны. Угол здания скруглён, над ним расположена двухъярусная башня-ротонда с пятью окнами-люкарнами.
На первом и втором этажах окна витринные, стены облицованы серыми гранитными плитами. На третьем этаже окна венецианские, с кариатидами по бокам, поддерживающими ложные балконы четвёртого этажа, окна которых украшены сандриками-треугольными фронтонами на кронштейнах, в углублении которых расположены стилизованные птицы, а над эркерами в сандриках — кадуцеи Гермеса. Карнизы третьего этажа и крыша поддержаны большими модульонами.
Заказчиком был купец Шнеер-Залман Осипович Иоф (1863—?), торговец антиквариатом и мебелью и владелец одного из аукционных залов Петербурга. 
В доме жили Матвей Петрович Бронштейн и Лидия Корнеевна Чуковская, в честь чего на доме расположена мемориальная доска.
На четырёх этажах одной из парадных сохранилось по три окна с фрагментами свинцово-паечных витражей геометрического рисунка.
В 2012 году состоялась реставрация здания, облицовка и лепнина которого были в плохом состоянии уже к 2009 году.